# Hyrrokkin (protista)
Hyrrokkin es un género de foraminífero bentónico de la familia Rosalinidae, de la superfamilia Discorboidea, del suborden Rotaliina y del orden Rotaliida. Su especie tipo es Hyrrokkin sarcophaga. Su rango cronoestratigráfico abarca el Holoceno.

## Clasificación
Hyrrokkin incluye a las siguientes especies:
- Hyrrokkin carnivora
- Hyrrokkin sarcophaga